# Jermaine Sedoc
Jermaine Sedoc (Amsterdam, 30 maart 1977) is een Nederlandse oud-atleet, die gespecialiseerd was in het hink-stap-springen.

## Loopbaan
In 2000 werd Sedoc in Amsterdam Nederlands kampioen hink-stap-springen met een sprong van 15,51 m.
Twee van de drie broers van Jermaine deden of doen ook aan atletiek en veroverden eveneens Nederlandse titels in hun discipline. Gregory doet aan hordelopen en werd in 2007 Europees indoorkampioen op de 60 m horden. Randy beoefende, behalve het hink-stap-springen, ook het verspringen en de sprint. Jermaine's vader Roy was in de jaren zeventig eveneens een succesvol ver- en hink-stap-springer.

## Team Sedoc
Op 29 september 2007 vond in Amstelveen een unieke gebeurtenis plaats tijdens de Nederlandse estafettekampioenschappen. Op de 4 x 100 m estafette werd het goud gewonnen door het team van AAC, bestaande uit Jermaine Sedoc en zijn broers Valéry, Gregory en Randy. Vader Roy fungeerde als coach. De prestatie is destijds gemeld bij het Guinness Book of Records.
Jermaine is van beroep Computer Netwerk Specialist.

## Nederlandse kampioenschappen
| Onderdeel           | Jaar |
| ------------------- | ---- |
| hink-stap-springen  | 2000 |
| 4 x 100 m estafette | 2007 |

## Persoonlijke records
| Onderdeel          | Prestatie | Datum            | Plaats    |
| ------------------ | --------- | ---------------- | --------- |
| 100 m              | 10,66 s   | 30 augustus 1998 | Italië    |
| verspringen        | 7,50 m    | 25 mei 2002      | Lissabon  |
| hink-stap-springen | 15,51 m   | 16 juli 2000     | Amsterdam |

## Palmares

### verspringen
- 1999:  NK - 7,47 m (+2,4 m/s)
- 2005:  NK - 7,03 m

### hink-stap-springen
- 1997:  NK indoor - 14,66 m
- 1999:  NK indoor - 14,73 m
- 1999:  NK - 15,09 m (+0,7 m/s)
- 2000:  NK - 15,51 m (+1,1 m/s)
- 2001:  NK - 14,79 m (+0,9 m/s)
- 2002:  NK indoor - 14,84 m
- 2003:  NK - 14,85 m (+1,5 m/s)
- 2004:  NK indoor - 14,50 m